# Dojo Toolkit
Dojo Toolkit é uma biblioteca em JavaScript, de código fonte aberto, projetado para facilitar o rápido desenvolvimento de interfaces ricas.